# 兵庫県道18号加古川小野線
兵庫県道18号加古川小野線（ひょうごけんどう18ごう かこがわおのせん）は、兵庫県加古川市から小野市を結ぶ県道（主要地方道）である。

## 概要

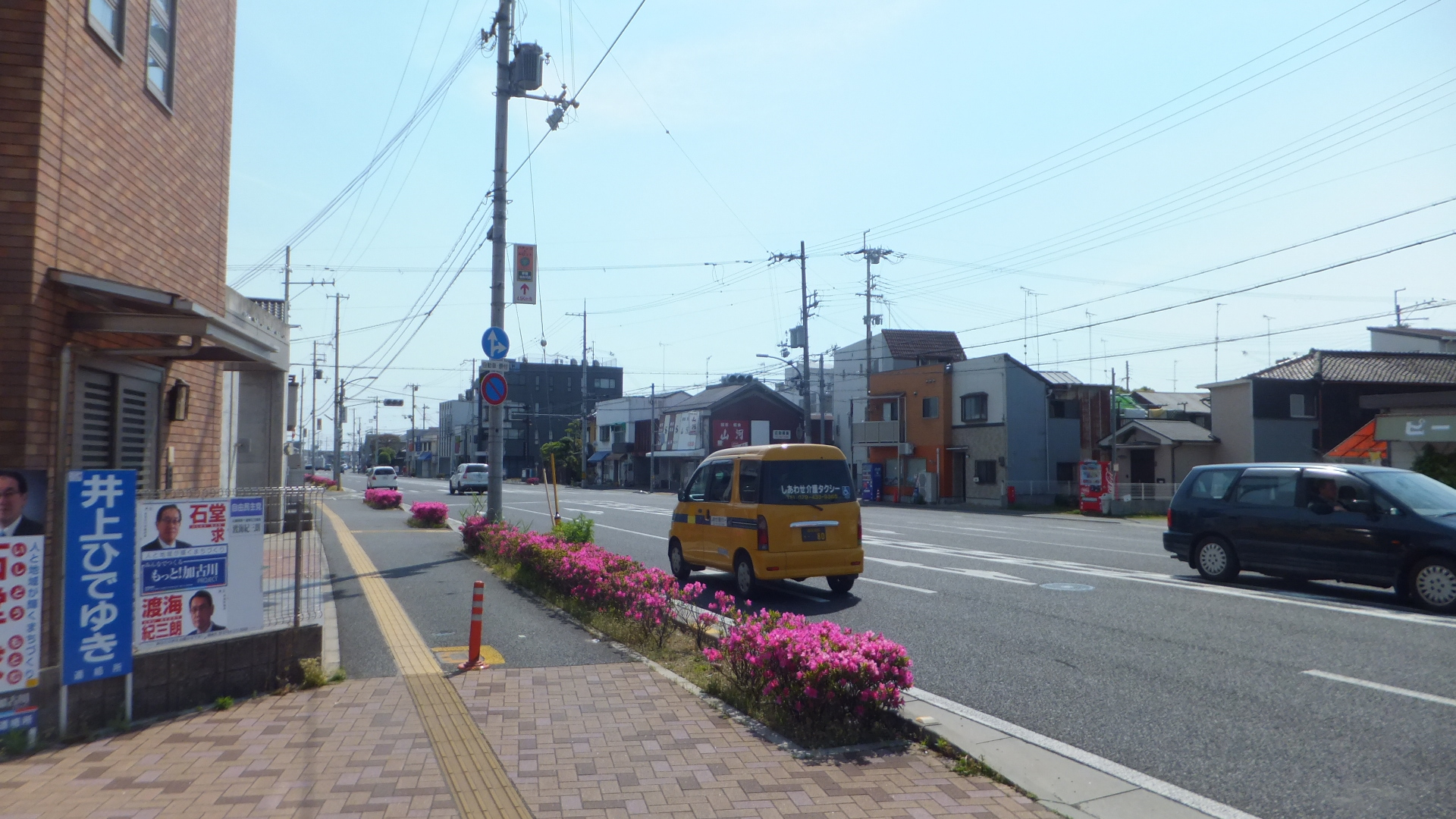
起点付近
加古川市加古川町寺家町

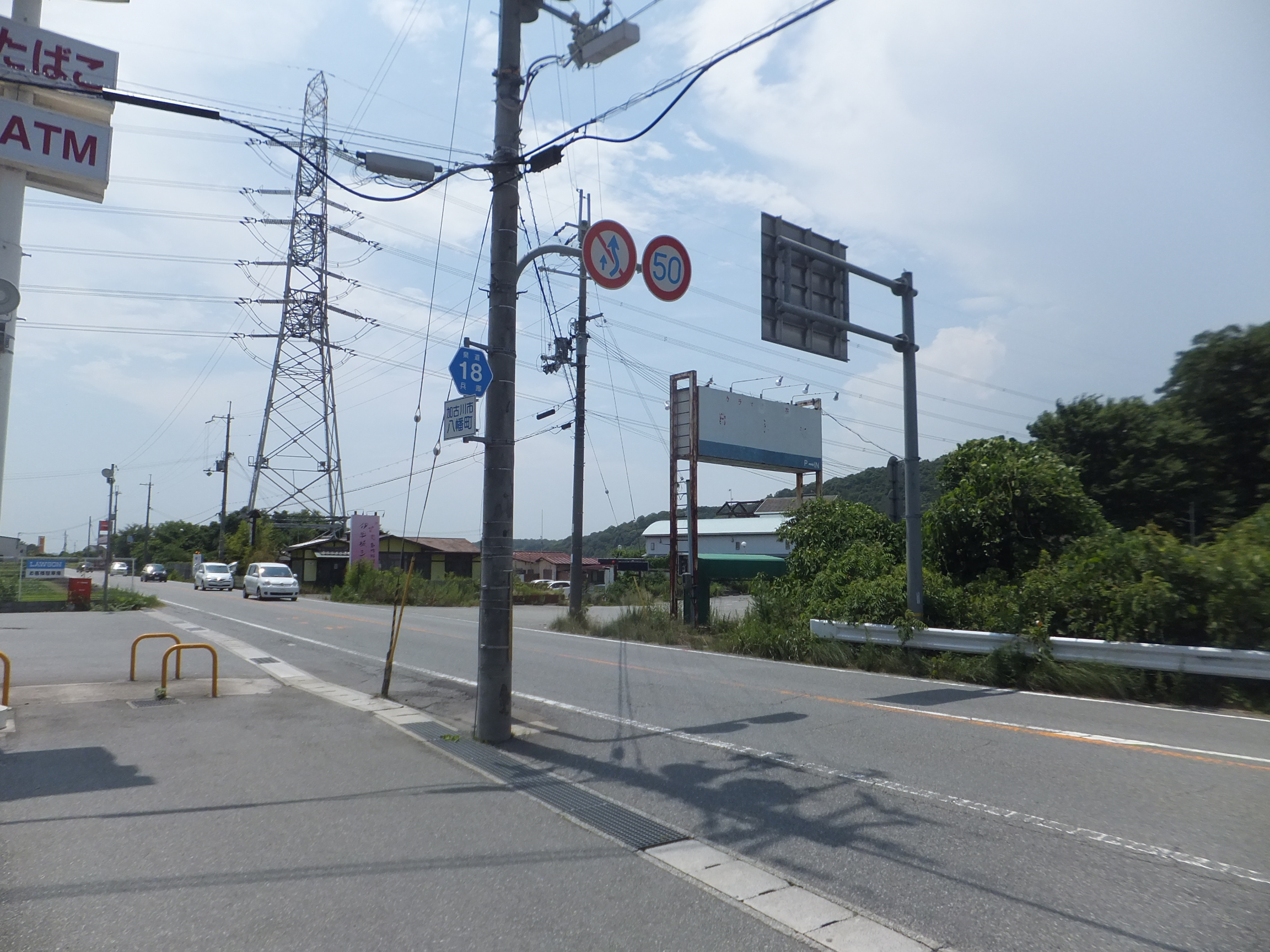
本道の標識
加古川市八幡町宗佐

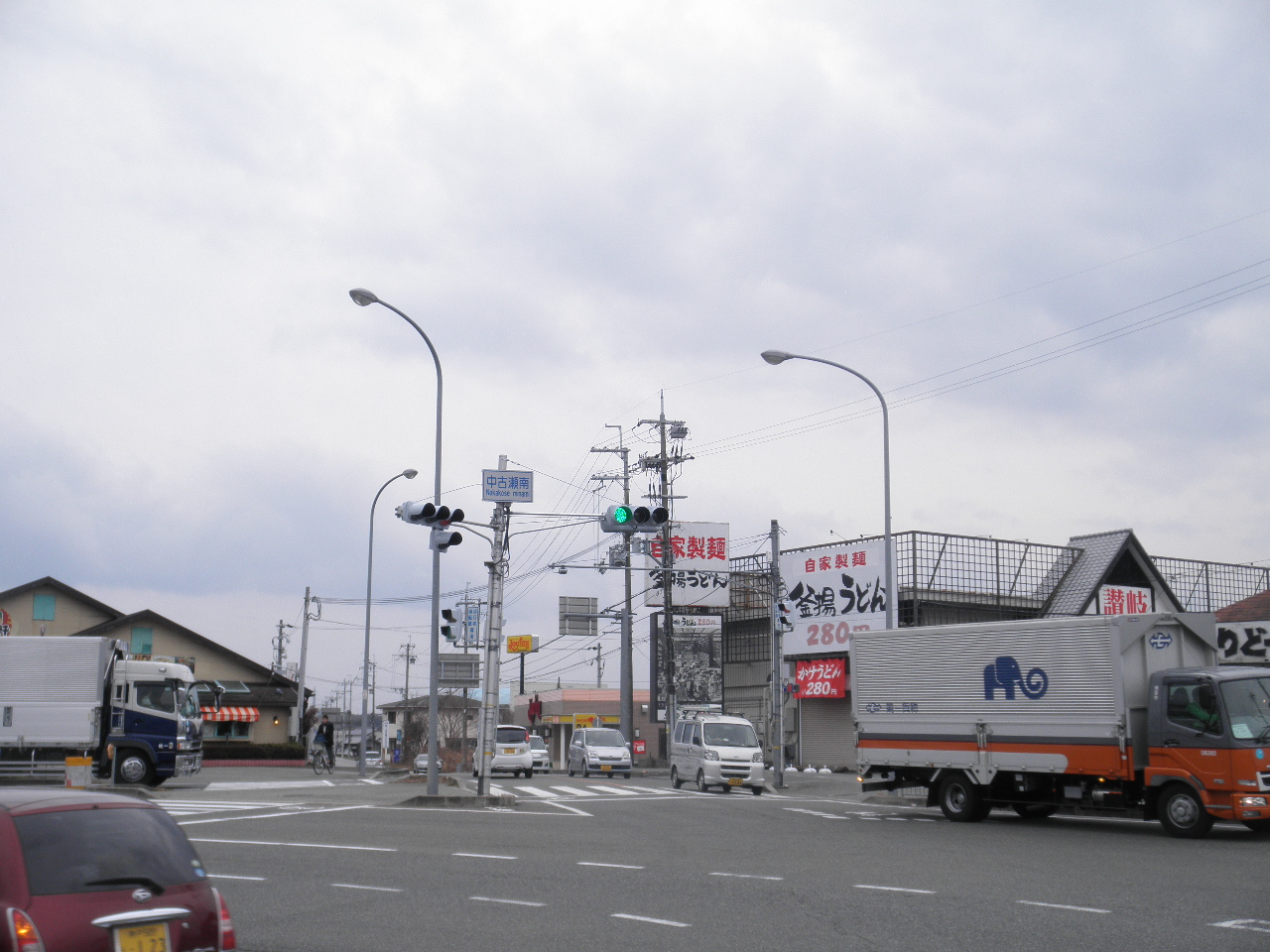
終点付近
小野市古川町

加古川市街地からまっすぐ北に加古川の東沿岸を通っている。バイパスとして東播磨南北道路が2014年（平成26年）3月23日、国道2号から八幡稲美ランプ間（南工区の5.2キロメートル）が開通した。残り北工区の6.9キロメートルは事業中で 2024年（令和6年度）全線供用予定。

### 路線データ
- 起点：加古川市加古川町寺家町（国道2号・大川町交差点）
- 終点：小野市古川町（国道175号・中古瀬南交差点）
- 総延長：約20.442 km

## 歴史
- 1993年（平成5年）5月11日 - 建設省から、県道加古川小野線が加古川小野線として主要地方道に指定される[2]。

## 路線状況

### バイパス
- 高規格幹線道路等
  - 地域高規格道路東播磨南北道路[3]
- 上記高規格道路を除く別線[4]
  - 加古川市野口町坂元字一ツ松308番５（坂元交差点） から加古川市野口町坂元北１丁目24番（坂元北交差点）まで
  - 加古川市八幡町上西条字天王山306番235（八幡稲美ランプ） から 加古川市上荘町都染字東川上706番４（上荘橋東詰交差点）まで（兵庫県道65号神戸加古川姫路線と重複）

### 重複区間
- 兵庫県道81号小野香寺線（小野市神明町・電鉄小野駅前交差点 - 小野市本町・本町交差点間）
- 兵庫県道352号住吉住永線（小野市喜多町 - 小野市古川町・古川交差点間）

## 地理

### 通過する自治体
- 加古川市
- 三木市
- 小野市

### 交差する道路
- 国道2号・兵庫県道19号加古川高砂線（加古川市加古川町寺家町・大川町交差点、起点）
- 兵庫県道148号大久保稲美加古川線（加古川市加古川町篠原町・篠原5丁目交差点）
- 国道2号 加古川バイパス 加古川ランプ（加古川市加古川町河原・河原交差点）
- 兵庫県道384号平荘大久保線（加古川市新神野・池尻橋東詰交差点）
- 兵庫県道383号八幡別府線（加古川市八幡町中西条）
- 兵庫県道65号神戸加古川姫路線（加古川市上荘町都染・上荘橋東詰交差点）
- 兵庫県道207号厄神停車場線（加古川市上荘町国包）
- 兵庫県道20号加古川三田線（加古川市上荘町国包）
- 兵庫県道84号宗佐土山線（加古川市八幡町宗佐・宗佐北交差点）
- 兵庫県道360号正法寺三木停車場線（三木市別所町正法寺・正法寺交差点）
- 兵庫県道349号市場多井田線（小野市市場町・万才橋南交差点）
- 兵庫県道23号三木宍粟線（小野市市場町・市場交差点）
- 兵庫県道81号小野香寺線（小野市神明町・電鉄小野駅前交差点）
- 兵庫県道81号小野香寺線（小野市本町・本町交差点）
- 兵庫県道23号三木宍粟線（小野市敷地町・敷地町南交差点）
- 兵庫県道352号住吉住永線（小野市喜多町）
- 兵庫県道352号住吉住永線（小野市古川町・古川交差点）
- 国道175号（国道427号重複）・兵庫県道567号東古瀬穂積線（小野市古川町・中古瀬南交差点、終点）